# 現代古典派経済学
現代古典派経済学（げんだいこてんはけいざいがく）は、塩沢由典や鷲田豊明が古典派の伝統にたつ現代経済学という意味で使い始めた用語。リカード、マルクス、スラッファなどをヒントに、パシネッティなどが展開した経済学の潮流を指す。石田修は、その著『グローバリゼーションと貿易構造』の第12章を「現代古典派と新古典派」とし、貿易理論における二つの対立する理論の指標としている
後に新しい古典派(New Classical Economics, New Classical Macroeconomics)がときに、「現代古典派」と訳されることがあり、混同を恐れてあまり一般化されていない。